# TD-40

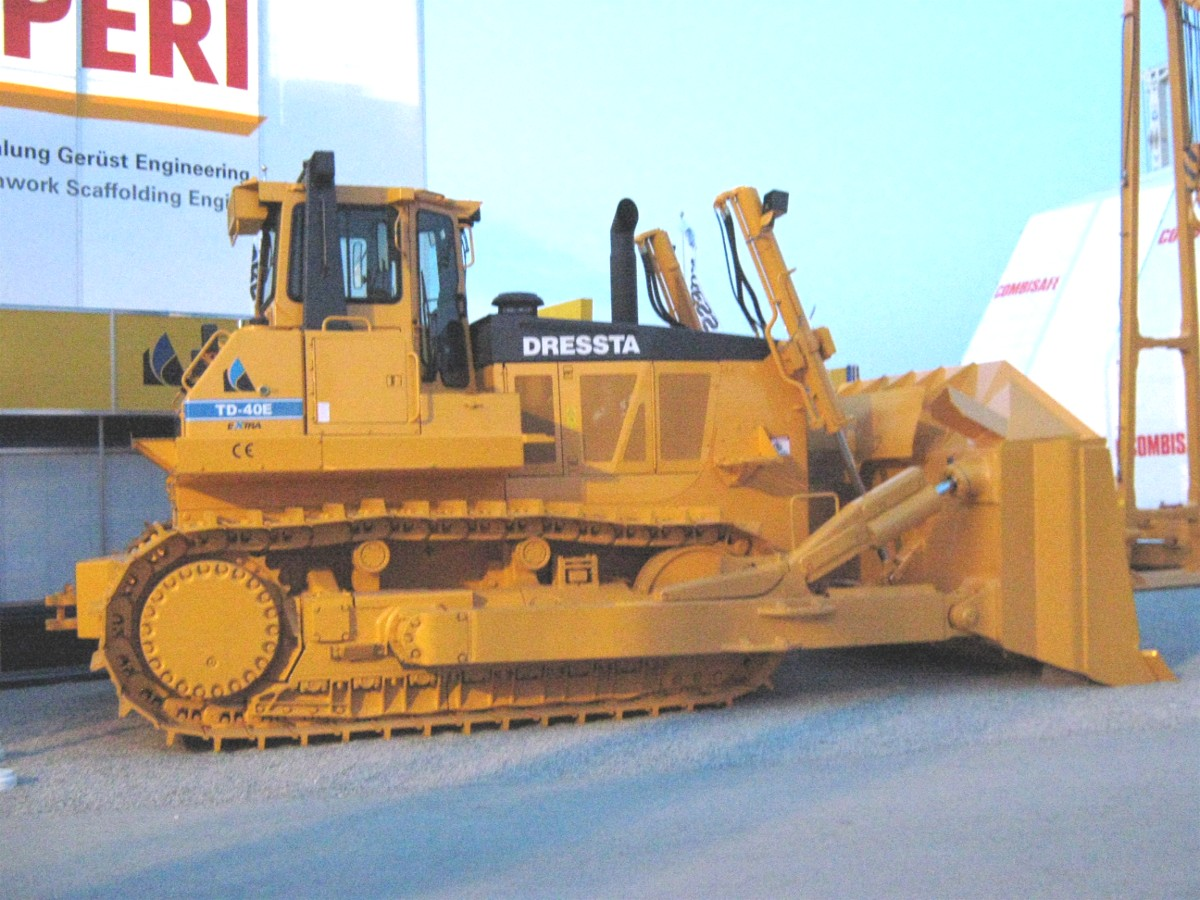
TD-40E

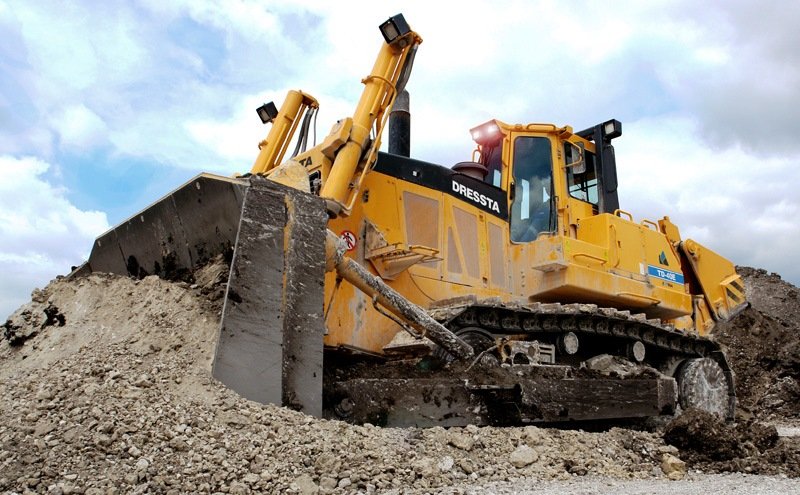
Spycharka gąsienicowa TD-40E Extra

Ciężka spycharka gąsiennicowa, opracowana w latach 1976–1978 wspólnie przez polskich i amerykańskich konstruktorów w USA. Prototyp maszyny wyprodukowano w Hucie Stalowa Wola w 1983. Produkowana nadal pod marką Dressta, obecna nazwa marki to akronim składający się z wyrazów: DRESser i STAlowa Wola, który nawiązuje do amerykańskiego partnera i miejsca produkcji.

## Historia
Powstanie spychacza było poprzedzone porozumieniem kooperacyjnym pomiędzy International Harvester Company a HSW o wspólnym uruchomieniu produkcji ciągników dużej mocy, TD-40 (460 KM) i TD-50 (750 KM).
W 1976, firmy powołały wspólny zespół konstruktorów do zaprojektowania spycharki gąsienicowej o mocy ponad 400 KM. Po kilku latach pracy, w 1983 zaprezentowano w HSW prototyp TD-40, o mocy silnika 460 KM i pojemności lemiesza 19 m³, który został wysłany na testy stanowiskowe i badania poligonowe w USA. Po pozytywnych próbach, partię informacyjną wykonano w drugiej połowie 1984, a produkcję seryjną podjęto w 1985.
W 1984 firma International Harvester przestaje istnieć, a dalszej współpracy z HSW podejmuje się firma International Hough Dresser. Od tego momentu spychacz jest produkowany pod znakiem firmowym Dresser z logo HSW.
W 1988 po modelu TD-40, opracowano i wdrożono do produkcji, model TD-40B o zwiększonej mocy silnika do 520 KM.
W 1995, powstaje kolejna, zmodernizowana wersja spycharki, oznaczona symbolem TD-40C. Od poprzednich modeli różni się parametrami technicznymi i wyglądem. Zwiększono wydajność pracy maszyny, wzmocniono konstrukcję, usprawniono układ sterowania jazdą i osprzętem roboczym, ograniczono emisję spalin. Zwiększono bezpieczeństwo i komfort pracy operatora. Zamiast dotychczasowej kabiny czterościennej, wprowadzono sześciościenną, dodatkowo wzmocnioną osłoną ROPS (ang. Roll Over Protection System), która zabezpieczała operatora przed zmiażdżeniem, gdyby maszyna przewróciła się na dach. Moc silnika pozostała bez zmian, ale zwiększono pojemność lemiesza maszyny z 19 m³ do 21 m³.
Ten model był też dostosowany do pracy na Syberii, spycharka pracowała, bez poważnych usterek w temperaturach do minus 50 °C.
W 2004 zaprezentowano kolejny model spychacza w wersji TD-40E, w którym zainstalowano, m.in. nowy silnik wysokoprężny o mocy 545 KM. Zamiast dotychczasowych dźwigni sterowania zastosowano joysticki do sterowania jazdą maszyny i jej osprzętem roboczym.
Wprowadzając najnowsze rozwiązania techniczne, inżynierowie HSW po raz kolejny zmodernizowali spycharkę TD-40E do wersji Extra. Oficjalnie wariant TD-40 E Extra został zaprezentowany w 2008 r. w USA, podczas targów CONEXPO w Las Vegas.

## Konstrukcja
Spychacz posiada modułową budowę, co pozwala by podstawowe zespoły maszyny mogły być wymieniane bez potrzeby demontażu innych zespołów. Dotyczy to silnika, zmiennika momentu, skrzyni biegów, mechanizmu skrętu, przekładni bocznych, ram trakcyjnych i kabiny.
Unikalnym rozwiązaniem konstrukcyjnym, które posiada spycharka, jest dwubiegowy mechanizm skrętu. Dwubiegowy mechanizm skrętu połączony jest z trzybiegową, w pełni przełączalną pod obciążeniem skrzynią biegów, umożliwia poruszanie się maszyny z sześcioma różnymi prędkościami, zarówno do przodu, jak i do tyłu. Zapewnia to łagodny skręt i wykorzystanie pełnej mocy maszyny w czasie pracy, przez jednoczesny napęd obu gąsienic z dwiema różnymi prędkościami. Zastosowanie dwubiegowego mechanizmu skrętu pozwala na zwiększenie wydajności, lepsze sterowanie maszyną na pochyłym terenie, oraz zmniejsza zużycie się układu jezdnego w trakcie pracy maszyny.

## Osprzęt
Lemiesz
Spycharka posiada na wyposażeniu trzy rodzaje lemieszy: lemiesz wklęsły, półwklęsły i specjalny lemiesz do węgla, o różnej pojemności. Zostały zaprojektowane z odpowiednio wyprofilowaną powierzchnią roboczą, co uniemożliwia usuwanie się urobku na boki w czasie spychania. Zastosowanie zespołu kontroli przechyłu oraz pochylenia lemiesza, pozwala na regulację położenia w płaszczyźnie pionowej, oraz na zmianę kąta natarcia lemiesza.
Zrywak
Maszyna może być wyposażona w dwa typy zrywaków, jednozębny oraz wielozębny. Maksymalnie zostały zunifikowane – różnią się jedynie konstrukcją belki nośnej i kształtem zębów. W zrywaku jednozębnym, przeznaczonym do pracy w ekstremalnie trudnych warunkach, można zastosować ząb standardowy lub ząb głęboki o maksymalnym zagłębieniu do ponad 1,5 metra. Każdy z nich może być mocowany w czterech różnych położeniach przez operatora siedzącego w kabinie za pomocą dźwigni sterowania, resztę wykonuje specjalny system hydrauliczny. Zęby zrywaka zagłębiają się w grunt siłą 200 kN, natomiast sam zrywak kruszy podłoże z siłą ponad 600 kN.

## Dane techniczne
Wymiary gabarytowe
- Wysokość: 4,22 m
- Długość z lemieszem i zaczepem: 8,57 m
- Długość z lemieszem i zrywakiem wielozębnym: 11,0 m
- Długość z lemieszem i zrywakiem jednozębnym: 10,4 m
- Szerokość z czopami mocowania osprzętu: 3,73 m

Waga maszyny
- Z wyposażeniem standardowym (lemiesz i zrywak jednozębny): 67 700 kg[3].

Silnik
- Marka i model: Cummins QSK19, 6-cylindrowy silnik wysokoprężny z turbodoładowaniem.
- System paliwowy: HPCR Electronic
- Moc brutto: SAE J1995 418 kW (560 KM)
- Moc netto: SAE J1349/ISO 9249 384 kW (515 KM)
- Obroty silnika: 2000 obr./min
- Maksymalny moment obrotowy przy 1500 obr./min: 2379 Nm
- Pojemność skokowa: 19 l
- Średnica cylindra × skok tłoka: 159 × 159 mm
- Filtr powietrza: suchy, dwustopniowy, ze wskaźnikiem zanieczyszczeń[3]

Skrzynia biegów i zmiennik momentu obrotowego
- Skrzynia, w pełni przełączalna pod obciążeniem, typu power shift, sterowana elektro-hydraulicznie, z programowaniem prędkości jazdy i automatycznej zmiany biegu na niższy. Zmiennik momentu, jednostopniowy, o przełożeniu dynamicznym 2,3:1, napędza skrzynię biegów przez wał napędowy[3]